# فرندال (میشیگان)
فرندال، میشیگان (به انگلیسی: Ferndale, Michigan) یک شهر در ایالات متحده آمریکا با جمعیت ۱۹٬۹۰۰ نفر است که در میشیگان واقع شده‌است.